# Mnesteo
Nella mitologia greca Mnesteo è un eroe troiano compagno di Enea.

## Il mito
Durante i giochi indetti da Enea in onore del padre morto nel libro V dell'Eneide, Mnesteo ottiene il secondo posto alla gara nautica e il terzo a quella di tiro con l'arco.
Mnesteo appare spesso negli ultimi libri del poema, incentrati sulla guerra latina. Insieme a Sergesto e a Seresto, detiene il comando del campo troiano durante l'assenza di Enea, recatosi ad incontrare Evandro; e quando Turno durante una battaglia riesce a penetrare nel campo dei Troiani da solo, egli incita i compagni in panico a circondarlo (Turno per salvarsi è costretto a tuffarsi nel Tevere). Sul finire della guerra, Mnesteo ferisce gravemente il rutulo Arcezio.

## Interpretazione e realtà storica
Virgilio fa risalire a Mnesteo l'origine della gens romana dei Memmii.

## L'origine del nome
Il nome deriva dal verbo μιμνήσκω, che significa ricordarsi.
È riconducibile a Μνῆσος, un'interpretazione dell'antroponimo miceneo ma-na-so.